# Battaglia di Cantich
La battaglia di Cantich, combattuta il 5 novembre 1009, s'iscrive nell'agitato periodo che precedette la fine del califfato omayyade di al-Andalus.

## Antefatti
Muhammad II era giunto al potere grazie a un colpo di Stato organizzato nell'ambito dalla sua stessa famiglia omayyade, dopo che Hishām II al-Muʿayyad aveva nominato come suo successore l'hajib ʿAbd al-Rahmān Sanjūl (ʿAbd al-Rahman Sanchuelo), figlio di Almanzor.
Poco dopo la sua presa del potere, egli getta in carcere Hishām II al-Muʿayyad e fa circolare la notizia che sia morto, assumendo pertanto il titolo califfale col laqab di al-Mahdī.

Approfittando dell'assenza di Sanchuelo, impegnato nel Regno di León contro il suo sovrano  Alfonso V, Sulaymān b. al-Hakam prende il comando di un esercito di Berberi, precedentemente arruolati da Almanzor, ostili a Muhammad II, che intanto aveva assunto la dignità califfale.
Sulaymān b. al-Hakam sconfigge il 5 novembre 1009 i Berberi nella battaglia di Cantich, presso Toledo, grazie all'appoggio di Sancho Garcés, conte di Castiglia, consegnandogli come contropartita, oltre a vari animali (muli e cavalli) e a gioielli, ben 200 costruzioni più o meno importanti che Cordova aveva strappato nel passato alla contea cristiana e al Regno di León. 
Nella battaglia i morti dello schieramento berbero musulmano sono circa 10.000 (un terzo dell'intera forza ostile ad al-Mustaʿīn), caduti nello scontro o affogati nel tentativo di mettersi in salvo sulla sponda opposta del Guadalquivir.

## Sviluppi della battaglia
Sulaymān prende quindi Cordova ma preferisce insediarsi a Madīnat al-Zahrāʾ, sospettoso dei Cordovani, e si autoproclama califfo col titolo di "al-Mustaʿīn bi-llāh", mentre Muhammad deve rifugiarsi a Toledo, il cui wali è suo figlio al-Wahid.
Da lì Muhammad II si muoverà per conseguire la sua momentanea rivincita, grazie all'aiuto garantitogli dal conte di Barcellona Raymond Borrell III e dal conte di Urgel, Ermengaud, conseguita nell'agosto 1011 sul cosiddetto campo di battaglia chiamato Akat al-bakar (La collina dei buoi).
Il suo successivo ingresso a Cordova e la sua nuova nomina a califfo furono accompagnati da un sanguinoso saccheggio della città da parte dei Catalani ma i suoi mercenari lo assassinarono nel luglio e riportarono sul trono Hisham II.
Nel 1013 Sulaymān riuscirà tuttavia a riprendere ancora una volta il sopravvento e ucciderà Hishām II ma il 1º luglio del 1016 soccomberà a un esercito berbero, condotto dal governatore di Ceuta, ʿAlī b. Ḥammūd, detto al-Nāṣir (il vincitore per merito di Dio), che prese Cordova, imprigionò Sulaymān e lo fece decapitare.